# Ann Dumas
Ann Dumas (geboren am 28. August 1955) ist eine amerikanische Kunsthistorikerin. Als Kuratorin hat sie an verschiedenen Museen Ausstellungen zur französische Kunst des 19. und 20. Jahrhunderts konzipiert.

## Leben
Ann Dumas studierte nach der schulischen Ausbildung zunächst Englische und Französische Sprache an der University of Leicester und schloss beide Studiengänge mit dem Bachelor ab. Danach folgte ein Französisch-Masterstudium, das sie am King’s College London abschloss. Darüber hinaus studierte sie Kunstgeschichte am Courtauld Institute of Art. Ihre dort 1981 abgeschlossene Masterarbeit Degas as Collector behandelt als Thema die private Kunstsammlung des französischen Malers Edgar Degas.
Ihre Museumstätigkeit begann Anfang der 1980er Jahre als Fellow am Solomon R. Guggenheim Museum in New York City. Von 1985 bis 1987 war sie Assistenzkuratorin (Assistant Curator) für europäische Malerei am New Yorker Brooklyn Museum. Von 1990 bis 1993 arbeitete sie als Fellow am Art Institute of Chicago. Seit 1994 lebt sie in London.
Ausgehend vom Thema ihrer Masterarbeit konzipierte Dumas 1995/96 als Gastkuratorin in der National Gallery in London die vielbeachtete Ausstellung The Private Collection of Edgar Degas, die anschließend im Metropolitan Museum of Art in New York zu sehen war. Sie arbeitete die Folgejahre für verschiedene Museen in Europa und in den Vereinigten Staaten. Im Jahr 2000 stellte sie beispielsweise für die Londoner Royal Academy of Arts und das Solomon R. Guggenheim Museum die Ausstellung 1900: Art at the Crossroads zusammen, bei der die künstlerischen Strömungen zu Beginn des 20. Jahrhunderts präsentiert wurden. Sie kuratierte 2004 die Henri-Matisse-Ausstellung Matisse, his art and his textiles im Musée Matisse in Le Cateau-Cambrésis, die danach in der Londoner Royal Academy of Arts und im Metropolitan Museum of Art gezeigt wurde. Mehrfach war sie als Gastkuratorin für das Columbus Museum of Art tätig. Hier zeigte sie 2005 mit Renoir’s women einen Überblick zu den  Frauenporträts von Pierre-Auguste Renoir. Dem Kunsthändler Ambroise Vollard widmete sie 2006/07 die Ausstellung Cézanne to Picasso: Ambroise Vollard, Patron of the Avant-Garde, die nach der Auftaktschau im Metropolitan Museum of Art Stationen im Art Institute of Chicago und im Pariser Musée d’Orsay machte. Als Kuratorin für die Royal Academy of Arts in London stellte sie 2010 die Ausstellung The real Van Gogh: the artist and his letters zusammen, bei der Werke von Vincent van Gogh den entsprechenden Beschreibungen in seinen Briefen gegenübergestellt wurden.  Ebenfalls in der Royal Academy war 2015 die Schau Painting the Modern Garden: Monet to Matisse zu sehen, die zuvor im Cleveland Museum of Art ausgestellt war.

## Veröffentlichungen (Auswahl)
- Ann Dumas, Guy Cogeval: Vuillard. Ausstellungskatalog Centro cultural de la fundación Caja de pensiones Barcelona. Flammarion, Paris 1990, ISBN 2-08-011730-0.
- Ann Dumas, Colta Ives, Susan Alyson Stein: The private collection of Edgar Degas. Ausstellungskatalog Metropolitan Museum of Art. Abrams, New York 1997, ISBN 0-87099-797-1.
- Ann Dumas, Michael E. Shapiro: Impressionism: paintings collected by European museums. Ausstellungskatalog High Museum of Art Atlanta, Seattle Art Museum, Denver Art Museum. Abrams, New York 1999, ISBN 0-8109-6383-3.
- Ann Dumas, Robert Rosenblum, Maryanne Stevens: 1900, art at the crossroads. Ausstellungskatalog Royal Academy of Arts London und Solomon R. Guggenheim Museum New York.  Abrams, New York 2000, ISBN 0-8109-4303-4.
- Ann Dumas, David A. Brenneman: Degas and America: the early collectors. Ausstellungskatalog High Museum of Art Atlanta und Minneapolis Institute of Arts. Rizzoli, New York 2001, ISBN 0-8478-2340-7.
- Ann Dumas, Maryanne Stevens: Alfred Sisley: poeta dell’Impressionismo. Ausstellungskatalog Palazzo dei Diamanti Ferrara, Museo Thyssen-Bornemisza, Madrid und Musée des Beaux-Arts Lyon. Ferrara arte, Ferrara 2002.
- Ann Dumas: Matisse, his art and his textiles. Ausstellungskatalog Royal Academy of Arts London und Metropolitan Museum of Art New York. Royal Academy of Arts, London 2004, ISBN 1-903973-46-5.
- Ann Dumas, John Collins: Renoir’s women. Ausstellungskatalog Columbus Museum of Art. Merrell, London 2005, ISBN 1-85894-315-9.
- Ann Dumas: Edgar Degas: the last landscapes. Ausstellungskatalog Carlsberg Glyptotek Kopenhagen und Columbus Museum of Art. Merrel, London 2006, ISBN 1-85894-343-4.
- Ann Dumas:  Inspiring impressionism: the impressionists and the art of the past. Ausstellungskatalog High Museum of Art Atlanta, Denver Art Museum und Seattle Art Museum. Denver Art Museum, Denver 2007, ISBN 978-0-300-13132-1.
- Ann Dumas: Behind the mirror: Aimé Maeght and his artists: Bonnard, Matisse, Miró, Calder, Giacometti, Braque. Ausstellungskatalog Royal Academy of Arts. Royal Academy of Arts, London 2008, ISBN 978-1-905711-38-3.
- Ann Dumas, Norman Rosenthal: From Russia: French and Russian master paintings 1870-1925 from Moscow and St Petersburg. Ausstellungskatalog Museum Kunst Palast Düsseldorf und Royal Academy of Arts London. Royal Academy of Arts, London 2008, ISBN 978-1-905711-15-4.
- Ann Dumas, Leo Jansen, Hans Luijten, Nienke Bakker: The real Van Gogh: the artist and his letters. Ausstellungskatalog Royal Academy of Arts. Royal Academy of Arts, London 2010, ISBN 978-1-905711-60-4.
- Ann Dumas, Marina Ferretti-Bocquillon: Van Gogh in Paris. Eykyn Maclean, London 2013, ISBN 978-0-992638-10-8.
- Ann Dumas, William H. Robinson: Painting the modern garden: Monet to Matisse. Ausstellungskatalog  Cleveland Museum of Art und Royal Academy of Arts London. Royal Academy of Arts, London 2015, ISBN 978-1-910350-02-7.